# Rată de transfer (analiză chimică)
Rată de transfer este un termen învechit în terminologia automatelor de analiză chimică. Aceasta poate însemna fie:
- Rata de intrare
- Rata de ieșire